# بخش اورنج (شهرستان اشلند، اوهایو)
بخش اورنج (به انگلیسی: Orange Township) یک منطقهٔ مسکونی در ایالات متحده آمریکا است که در شهرستان اشلند، اوهایو واقع شده‌است.
 بخش اورنج ۹۸٫۴ کیلومتر مربع مساحت و ۲٬۵۲۳ نفر جمعیت دارد و ۳۵۹ متر بالاتر از سطح دریا واقع شده‌است.